# Barkhera Chhota
Barkhera Chhota, o Barkhera Sorpur fou un petit estat tributari protegit, thakurat (territori d'un thakur o noble) garantit pels britànics, a l'agència Bhil a l'Índia Central.
El sobirà poortava el títol de bhúmia i posseïa 4 pobles en feu del principat de Dhar pels que pagava un tribut de 15 lliures, sent responsable de les tasques policials a 15 pobles més conjuntament amb Barkhera Bara.